# Billy Hartill
William John Hartill, född 18 juli 1905, död augusti 1980 i Wolverhampton, England, är en före detta engelsk fotbollsspelare. Hans smeknamn var ”Artillery” på grund av hans kraftfulla skott och hans tjänstgöring i artilleriet i armén.
Han spelade sju säsonger i Wolverhampton Wanderers och blev lagets bästa målskytt fem av dem. År 1940 var han tvungen att sluta på grund av skador. 

## Meriter
- Mästare Div 2 1931/1932